# 音元出版
株式会社音元出版（おんげんしゅっぱん、英: Ongen Publising Co., ltd.）は、雑誌出版やWebポータルサイト、アワードの運営を行う日本の出版社である。

## PHILE WEB（ファイルウェブ）
音元出版が運営するオーディオ＆ビジュアルのポータルサイト。2000年6月に立ち上げられ、「AV/シアター」「オーディオ」「モバイル/PC」「カーAV」「デジカメ」「ホビー」など、幅広い分野を取り扱っている。

## Gadget Gate（ガジェットゲート）
音元出版が運営する、最新のテック/ガジェット関連の話題を、独自の視点や切り口で紹介する情報サイト。スマホやタブレット、PCなどガジェットの最新情報はもちろん、デジタルヘルスやEV、仮想通貨、宇宙開発など、最新テクノロジーやサイエンス情報全般をカバーしている。2022年7月5日開設。

## 雑誌
- オーディオアクセサリー - 高音質再生を追求するピュアオーディオ+アクセサリーの専門誌。
- プレミアムヘッドホンガイドマガジン - 「ヘッドホンを100年続く文化に」をキーワードに、ポータブルオーディオの魅力を伝える専門誌。
- ホームシアターファイル - ホームシアターの実例紹介から、AV機器や住宅設備のレビュー、VGPアワードの結果発表など盛り沢山の内容でお届けするホームシアター総合誌。
- アナログ - アナログオーディオと人と物にまつわる物語を紹介する、国内唯一のアナログオーディオ専門誌。
- 大全シリーズ - いい音・いい画の再生を実現するケーブルやさまざまなオーディオアクセサリー類を一挙に紹介する特別増刊誌。年間1回刊行。

## フリーマガジン
- プレミアムヘッドホンガイド - 家電量販店やイヤホン、ヘッドホン取扱店で配布されるほか、Web上でPDFを無料でダウンロード可能なフリーマガジン。
- VGP受賞製品お買い物ガイド - 国内最大級の規模を誇る、オーディオビジュアル機器の総合アワード「VGP」の受賞結果を公開するフリーマガジン。家電量販店などで配布。
- DGP受賞製品お買い物ガイド - デジタルカメラとその周辺機器を対象とした「DGPイメージングアワード」の受賞結果を公開するフリーマガジン。家電量販店、カメラ専門店などで配布。

## アワード
- VGPアワード - オーディオビジュアル機器の総合アワード。評論家・ジャーナリスト10名からなる審査員と、家電量販店・専門店約30社が投票に参加。約250ブランド、2,500アイテムがエントリーしており、オーディオビジュアル分野において国内最大級の規模を誇る。夏と冬、年2回開催。

- オーディオ銘機賞 - ピュアオーディオの領域において卓越した性能と革新の内容をもち、オーディオマインドに溢れる真の銘機を選定、表彰するアワード。技術的見識の深いオーディオ評論家と、マーケットでの商品性に詳しい有力オーディオ店の代表者らで構成された審査委員会が多角的な視点で製品を選定。毎年秋開催。

- オーディオアクセサリー銘機賞 - 「オーディオ銘機賞」から、 オーディオアクセサリー部門を独立させ創設。近ケーブルを始めとするオーディオアクセサリー群のなかから、 卓越した性能、革新的な内容、さらにオーディオマインドに溢れ 今後業界のスタンダードと成り得る“真の銘品”を選定。毎年秋開催。

- DGPアワード - 「撮る」「観る」「残す」「編集する」といった、デジタルイメージングにまつわるあらゆるソリューションを対象とした、デジタルイメージングの総合アワード。デジタルカメラとその周辺機器を対象とした「DGPイメージングアワード」と、“スマホカメラ”とその周辺機器を対象とした「DGPモバイルアワード」の年2回開催。

## PHILEWEB.shop（ファイルウェブ・ドット・ショップ）
国内最大のAV／オーディオ情報サイト「PHILE WEB（ファイルウェブ）」を展開する、株式会社 音元出版が運営するマーケットプレイス型ECサイト。音元出版の雑誌や厳選されたオーディオソフト、出店者によるオーディオ、オーディオビジュアル関連のさまざまな商品を販売。

## 休刊誌
- Senka21（2018年11月25日発売、12月号で休刊[4]）
- AV REVIEW（2019年1月17日発売、2/3月号で休刊[5][6]）
- ネットオーディオ（2020年1月18日発売、vol.37 Springで休刊[7]）